# Estació de Llubí
L'estació de Llubí és una estació de tren de Serveis Ferroviaris de Mallorca.
Aquest baixador, malgrat tenir el nom de l'estació, es troba allunyada del nucli de Llubí, a causa de complicacions tècniques i econòmiques de la construcció original del ramal de la Pobla. Tanmateix hi ha una connexió per carretera.
| Procedència/Destinació             | <      | Línia          | >    | Procedència/Destinació |
| ---------------------------------- | ------ | -------------- | ---- | ---------------------- |
| Serveis Ferroviaris de Mallorca    |        |                |      |                        |
| Estació Intermodal-Plaça d'Espanya | Enllaç | Palma-sa Pobla | Muro | sa Pobla               |